# Käringberget
För andra betydelser, se Käringberget (olika betydelser).

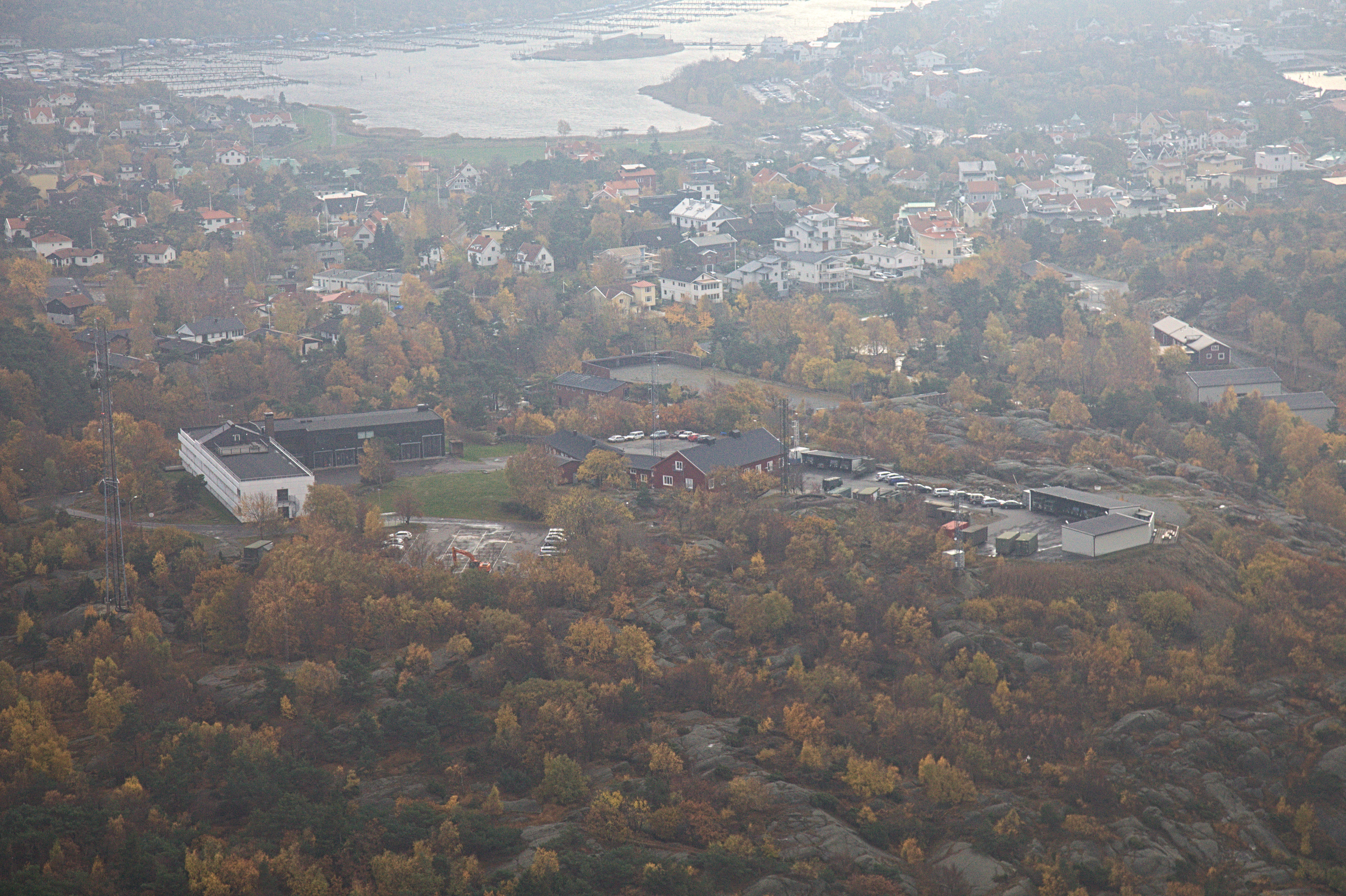
Garnisonens anläggningar på Käringberget.

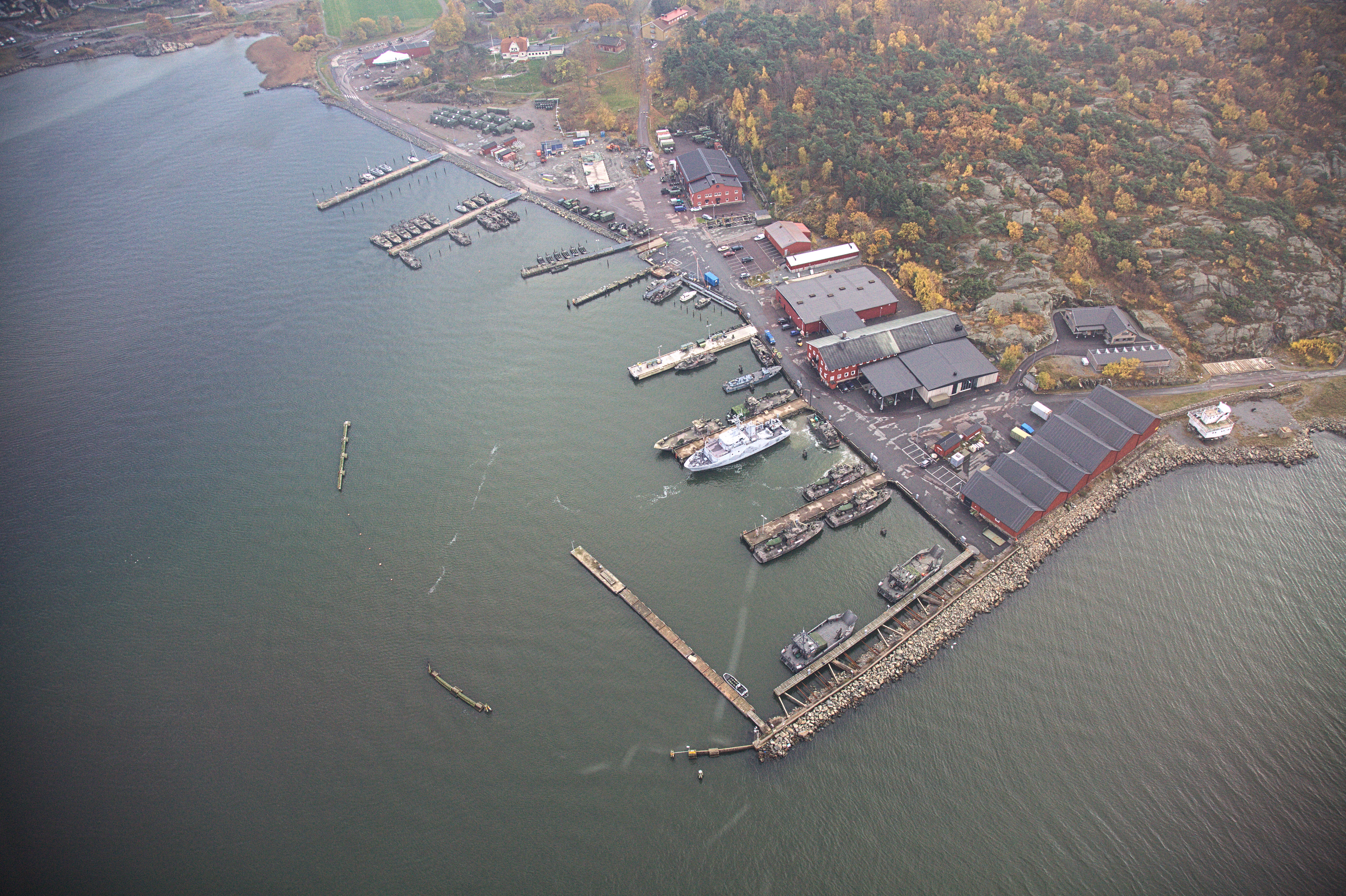
Älvnabben nedanför Käringberget.

Käringberget är ett område i stadsdelen Älvsborg i Göteborg.
Namnet Käringberget är belagt sedan 1530-talet, genom det förra hemmanet Käringberget och skrevs då Kerlingeborg. Namnutvecklingen har varit; Kiæringhaberik (1565), Kiäringeberget (1573-1679), Kierringeberget (1777), Kärringeberget (1825).
Namnet innehåller käring i betydelsen "sjömärke, röse till ledning för sjöfarande". Signalering från berget omtalas omkring år 1774. "Käringebergs rös" revs cirka 1896 i samband med att staten köpte marken. Den lokala ortstraditionen anger dock denna tolkning av namnet: "När alla karlarna varit ute på sjön och nalkades hemmet, brukade de se käringarna stå uppe på berget och speja efter dem."
År 1887 uppfördes vid Käringberget en cistern, tillverkad vid Lindholmens verkstad, som rymde 12 000 fat petroleum. Cisternen fylldes direkt från de tankfartyg, ägda av Nobelbolagen, som ankom från Sankt Petersburg.
Vid Käringberget finns militärbasen Göteborgs garnison, Sjö- och flygräddningscentralen (JRCC) och Kustbevakningens ledningscentral för Region Väst.